# Stazione di Cozzo
Stazione di Cozzo vasútállomás Olaszországban, Lombardia régióban, Cozzo településen.

## Vasútvonalak
Az állomást az alábbi vasútvonalak érintik:
- Castagnole-Asti-Mortara-vasútvonal

## Kapcsolódó állomások
A vasútállomáshoz az alábbi állomások vannak a legközelebb:
- Stazione di Candia Lomellina
- Stazione di Mortara
- Stazione di Zeme